# Иванов, Евгений Васильевич (генерал-полковник)
Евгений Васильевич Иванов (14 марта 1903, Санкт-Петербург — 25 ноября 1964, Москва) — советский военачальник, участник Гражданской и Великой Отечественной войны, в разное время начальник штаба 47-й и 36-й армий, генерал-полковник.

## Биография
Родился в 1 (14) марта 1903 года в Санкт-Петербурге.
- С 1921 года — на военной службе, общественной и политической работе.
- 1920-е годы — участник Северо-Западного, Южного фронтов Гражданской войны, участник борьбы с басмачеством в Средней Азии.
- 1929 год — принят в члены ВКП(б).
- 1941—1945 годы — в разное время заместитель начальника оперативного отдела штаба Южного фронта, начальник штаба 47-й армии, начальник штаба 36-й армии.
- 2 ноября 1944 года — генерал-майор.
- 31 мая 1954 года — генерал-лейтенант.
- 7 мая 1960 года — генерал-полковник.

После окончания Великой Отечественной войны на штабной работе, 1-й заместитель начальника Главного штаба Сухопутных войск СССР.
Умер в Москве 25 ноября 1964 года. Похоронен на Новодевичьем кладбище.

## Награды
- Орден Ленина
- Четыре Ордена Красного Знамени
- Орден Кутузова II степени
- Орден Отечественной войны I степени
- Медали